# Martizay
Martizay là một xã ở tỉnh Indre khu vực trung bộ Pháp. Xã này có diện tích 39 km², dân số thời điểm năm 1999 là 1049 người. Khu vực này có độ cao trung bình 84 mét trên mực nước biển.

## Geography
Thị trấn này nằm trong công viên tự nhiên vùng Brenne.